# Kalous
Kalous (Asio) je rod čeledi puštíkovití. Zahrnuje 7 druhů ušatých sov, z nichž se na českém a slovenském území běžně vyskytují dva druhy: kalous ušatý a kalous pustovka. Pustovka v Česku ovšem spíš protahuje a zimuje, k zahnízdění dochází jen výjimečně.

## Druhy
- kalous africký (Asio capensis)
- kalous americký (Asio stygius)

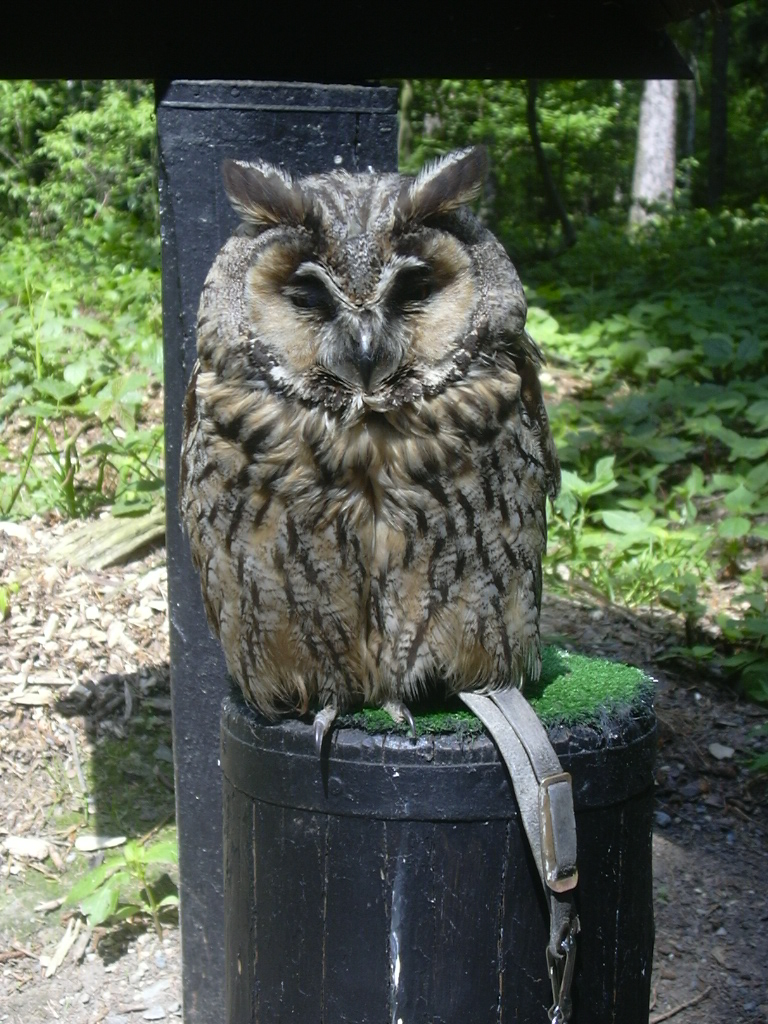
Kalous ušatý

- kalous etiopský (Asio abyssinicus)
- kalous madagaskarský (Asio madagascariensis)
- kalous páskovaný (Asio clamator) – někdy řazen do rodů Pseudoscops nebo Rhinoptynx
- kalous pustovka (Asio flammeus)
- kalous ušatý (Asio otus)

Fosilní zástupci rodu Asio:
- Asio brevipes
- Asio priscus

Jako kalousi jsou také nazýváni další dva druhy podčeledi Asioninae, patří však do jiných rodů:
- kalous jamajský (Pseudoscops grammicus)
- kalous šalomounský (Nesasio solomonensis)